# Felice Orsini
Orso Teobaldo Felice Orsini (Meldola, Romaña, Estados Pontificios, 10 de diciembre de 1819-París, 13 de marzo de 1858) fue un revolucionario italiano que intentó asesinar a Napoleón III, emperador de Francia.

## Orígenes
Su padre, Giacomo Andrea (1788-1857), originario de Lugo y antiguo oficial a los servicios de Napoleón durante la campaña de Rusia, se había adherido a la carbonería de Bolonia y era perseguido por la policía pontificia. Su madre, Francesca Ricci (1799-1831), provenía de Florencia.
Orsini estaba encaminado a ser sacerdote, pero abandonó tal vocación y se volvió un ardiente liberal, entrando a la Joven Italia, una sociedad fundada por Giuseppe Mazzini.

## Arresto y fuga
Orsini fue arrestado en 1844 junto con su padre, implicado en una conjura revolucionaria y fueron condenados a cadena perpetua. El nuevo papa Pío IX los dejó en libertad. Dirigió una brigada de jóvenes en la primera guerra de independencia italiana en 1848, distinguiéndose en las batallas de Treviso y Vicenza. Orsini fue miembro electo de la Asamblea Constituyente Romana en 1849 y luego de la caída de la república conspiró contra la autocracia papal, siguiendo los intereses del partido de los Mazzinianos. Mazzini lo envió a una misión secreta en Hungría, pero fue arrestado en 1854 y llevado a la prisión de Mantua.
Escapó pocos meses después utilizando una delgada sierra para cortar dos barrotes, trepando en una ventana que estaba a una altura de 30 metros y deslizándose con una cuerda hecha con sábanas. Un campesino le ayudó a pasar desapercibido a los guardias austriacos.
En 1856 realizó una visita breve al Reino Unido y recibió una alegre bienvenida. El Daily News fue el primero en publicar la narración de su escape. En 1857 publicó en Italia una crónica en inglés de sus experiencias en prisión con el título Las mazmorras austriacas, lo que provocó su ruptura con Mazzini. Poco después también publicaría Las memorias y aventuras de Felice Orsini. Comenzó a negociar con Ausonio Franchi, editor de la Ragione de Turín, al cual quería hacer órgano de los republicanos.

## Conjura contra Napoleón
Orsini se convenció de que Napoleón III era el principal obstáculo para la independencia italiana y la causa de las reacciones antiliberales en Europa, por lo que planeó su asesinato con la lógica de que con la muerte del emperador, Francia tendría una revuelta y los italianos podrían explotar también en una revolución. Fue a París en 1857 para conspirar en contra del emperador.
A finales del mismo año Orsini visitó Inglaterra donde contactó con el armero Joseph Taylor, al cual le pidió hacer seis copias de una bomba diseñada por él mismo, la bomba Orsini; la cual explotaría con el impacto y usaba el fulminato de mercurio como detonador de la carga explosiva. La bomba fue probada en Sheffield y en Devonshire con el consentimiento del radical francés Simon Bernard. Satisfecho, Orsini regresó a París con las bombas y contactó a otros conspiradores como Giuseppe Pieri, Antonio Gómez y Charles DeRudio.
En la tarde del 14 de enero, de 1858, mientras el emperador y la emperatriz estaban en camino al teatro Rue Le Peletier, el precursor de la Ópera Garnier, donde iban a presenciar la ópera titulada Guillermo Tell, de Rossini, Orsini y sus cómplices arrojaron sendas bombas al carruaje imperial. La primera bomba aterrizó donde se encontraba el chofer, al lado del carruaje. La segunda hirió a los caballos y rompió los cristales de la carroza imperial. La tercera explosionó debajo del propio carruaje e hirió de gravedad a un policía que acudía en socorro. Ocho personas murieron y 142 resultaron heridos, pero los emperadores salieron ilesos. Napoleón, el primer político europeo moderno, se percató de que él y Eugenia tenían que proseguir su camino y aparecer en su palco. 
El mismo Orsini salió aturdido y herido en la sien derecha. Se atendió sus heridas y regresó a su posada donde la policía lo detuvo al día siguiente.
El conato de homicidio incrementó la popularidad de Napoleón III y de Eugenia. Como las bombas fueron hechas y probadas en Inglaterra, causó un breve furor antibritánico en Francia por la sospecha de una posible implicación del gobierno británico en el atentado. El emperador rechazó inquirir sobre la situación.
El 11 de febrero Orsini escribió su famosa carta a Napoleón, en la cual lo exhortaba a unirse a la causa de la Independencia Italia; causa que el mismo Napoleón III había defendido en su juventud. Los historiadores modernos sospechan que el mismo Napoleón pudo haber escrito parte de la carta. Él dirigió otra carta a los jóvenes italianos y condenó el atentado. Fue sentenciado a muerte y acudió con templanza a la guillotina el 13 de marzo de 1858. Sus cómplices fueron también sentenciados; Pieri fue ejecutado, Gómez fue condenado de por vida a trabajos forzosos y Rudio fue condenado a muerte pero la pena fue conmutada a cadena perpetua en Isla del Diablo, (Rudio escapó de la prisión y emigró a América, donde se unió al 7.º Regimiento de Caballería y participó en la Batalla de Little Big Horn).

## Obras
- (1852) Geografía militar de la península italiana
- (1856) Las Prisiones Austriacas en Italia
- (1857) Memorias y Aventuras de Felice Orsini
- (1858) Memorias Políticas
- (1936) Cartas de Felice Orsini
- (1970) Memorias de un italiano terrible